# 中华圆腹蛛
中华圆腹蛛（学名：Dipoena sinica）为球蛛科圆腹蛛属的动物。在中国大陆，分布于甘肃、陕西、安徽、湖南、湖北、四川、海南等地，多栖息于平原、山区、林间、菜园的草丛中。该物种的模式产地在湖北巴东、陕西周至、福建将乐、河北石家庄。
其种加词sinica，意为“中华的”。